# Lincoln K-Series
La K-Series è un'autovettura di lusso prodotta dalla Lincoln dal 1931 al 1939. Un esemplare del modello è stata l'auto presidenziale di Franklin Delano Roosevelt.

## Storia
Il modello venne introdotto nel model year 1931 su un nuovo telaio da 3.683 mm. Durante il periodo in cui fu offerta, la vettura venne commercializzata in versione phaeton quattro porte, berlina quattro porte, limousine quattro porte, cabriolet due e quattro porte, e coupé due porte. Inizialmente fu dotata di un V8 a 60° da 6,3 L di cilindrata che derivava dal propulsore montato sulla L-Series. Grazie però all'installazione di un nuovo tipo di carburatore, all'applicazione di un più alto rapporto di compressione e alla presenza di una differente fasatura, la potenza, rispetto al motore della L-Series, aumentò fino a raggiungere i 120 CV.
Nel 1932 la gamma fu suddivisa in due. La prima linea, che era denominata Model KA, era dotata di un motore V8 mentre la seconda, che si chiamava Model KB, aveva installato un motore V12. La KA era inoltre caratterizzata da un passo più corto, 3.454 mm, anche se, nel contempo, era dotata di un motore più potente rispetto a quello delle K-Series precedenti, che infatti erogava 125 CV nonostante la cilindrata fosse rimasta la stessa. La KB, invece, era equipaggiata con un nuovo motore V12 a 65° e valvole laterali da 7,3 L che sviluppava 150 CV. Nell'occasione, la K-Series venne aggiornata.
Nel 1933 il motore della KA venne sostituito. Un propulsore V12 da 6,3 L prese infatti il posto del motore V8. A dispetto della medesima disposizione dei cilindri, i motori della KA e della KB erano comunque molto diversi. Nell'anno menzionato i cambiamenti operati sul modello furono parecchi, anche se la maggior parte di essi non erano facilmente visibili. Tra quelli esteriori, ci fu l'eliminazione della barra che collegava i due gruppi ottici anteriori. Da un punto di vista meccanico, furono invece aggiornati il telaio, gli ammorizzatori e la trasmissione.
Nel 1934 i due motori V12 vennero sostituiti da un unico propulsore da 6,8 L che derivava dall'unità motrice della KA. Ora i due sottomodelli si differenziavano solamente dal passo diverso. Da un punto di vista estetico, i cambiamenti occorsi nell'anno citato furono concentrati sulla calandra e sulle fiancate dei modelli.
Con l'obbiettivo di cambiare il segmento a cui apparteneva la vettura, nel 1935 furono notevolmente migliorati l'equipaggiamento e l'allestimento. Infatti, durante la grande crisi, i volumi di vendita di autovetture ebbero una contrazione, e quindi la Lincoln decise promuovere il modello a una categoria superiore, ovvero quella caratterizzata da autovetture aventi un prezzo maggiore di 4.000 dollari, che avrebbe consentito infatti uncambio buon guadagno a dispetto del minor numero di esemplari prodotti. Nell'occasione, furono eliminate le due sottoserie.

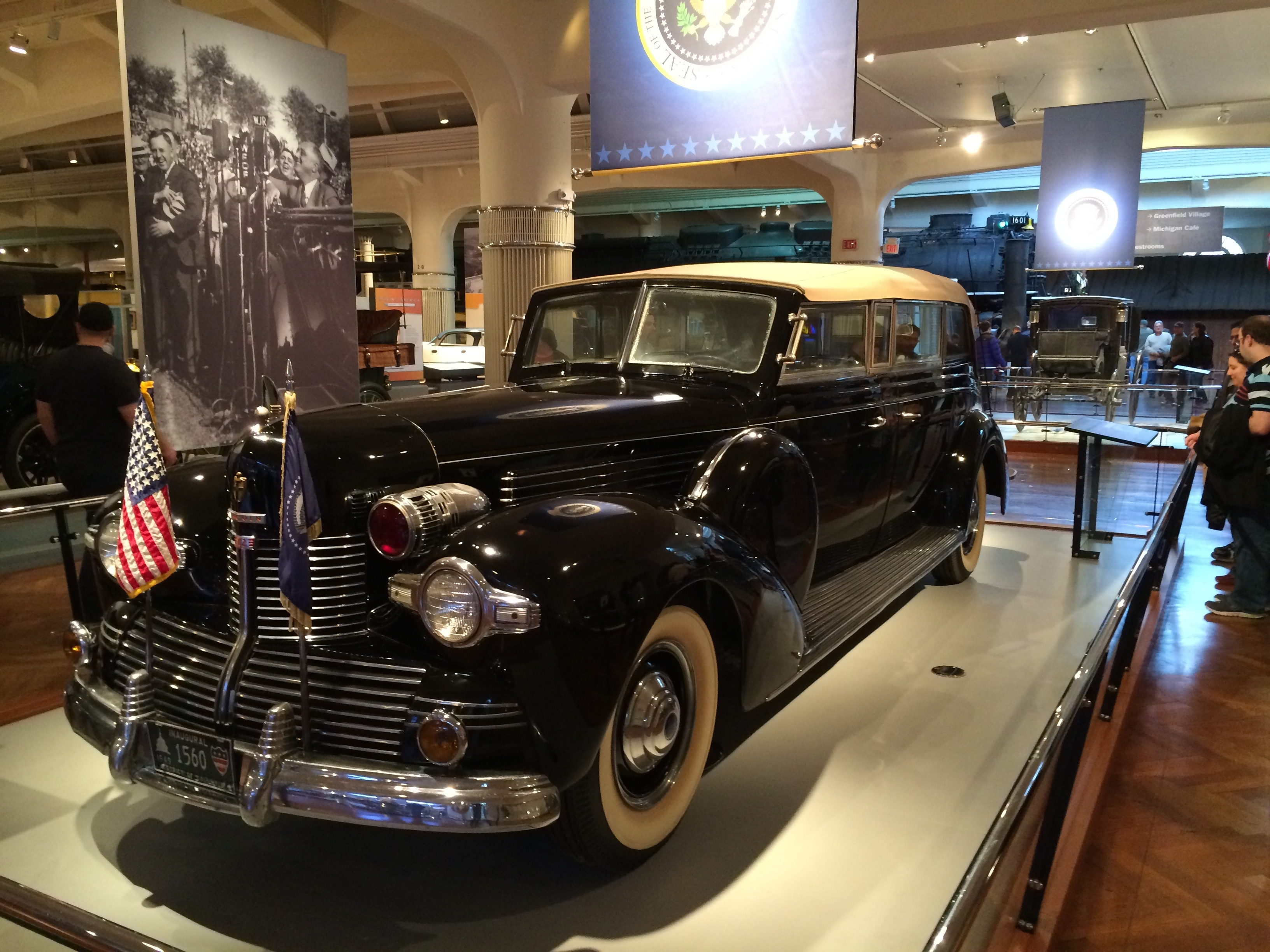
La K-Series presidenziale utilizzata da Franklin Delano Roosevelt

Nel 1936 la calandra fu nuovamente aggiornata, e un'analoga operazione fu applicata alla parte anteriore e al parabrezza. La K-Series versione limousine, nel 1936, fu il modello più venduto della Lincoln nonostante il suo prezzo elevato, che si attestava infatti a 4.700 dollari. In tutto il periodo in cui la K-Series fu in commercio, sul modello fu disponibile un solo tipo di cambio, vale a dire una trasmissione manuale a tre rapporti.
Dopo il 1936 la commercializzazione proseguì per altri cinque anni, che furono però caratterizzati da un drastico e costante calo delle vendite a favore della Lincoln Zephyr e della Continental, che vennero introdotte in quegli anni. La K-Series era infatti più costosa e meno moderna della Zephyr, e la Continental guadagnò subito i favori dal pubblico a scapito del modello in oggetto. Per questo motivo, la Lincoln decise di far uscire di produzione K-Series. L'ultimo esemplare venne consegnato nel gennaio del 1940.
Una delle vetture cabriolet prodotte nel 1939 fu destinata a essere utilizzata come auto di Stato a servizio del presidente degli Stati Uniti, Franklin Delano Roosevelt. Questo esemplare è conosciuto con il nome di "Sunshine Special".

## Esemplari prodotti
| Anno | Esemplari       |                 |
| ---- | --------------- | --------------- |
| 1931 | 3.540           |                 |
| 1932 | Serie KA: 2.132 | Serie KB: 1.515 |
| 1933 | Serie KA: 1.114 | Serie KB: 533   |
| 1934 | Serie KA: 1.671 | Serie KB: 740   |
| 1935 | Serie KA: 830   | Serie KB: 581   |
| 1936 | 1.515           |                 |
| 1937 | 977             |                 |
| 1938 | 416             |                 |
| 1939 | 133             |                 |

In totale, ne furono prodotti 15.697 esemplari.